# Stars are burning
Stars are burning   is een livealbum van Klaus Schulze. Het draagt als subtitel mee Official Klaus Schulze Bootleg volume 1. Schulze was in de beginjaren van de 21e eeuw bezig zijn gehele oeuvre op compact disc te krijgen, met een redelijk geluidskwaliteit. De meeste liveopnamen verschenen in de serie "La Vie Electronique". De opnamen voor deze officiële bootleg zijn matig, alleen bestemd voor fans. De opnamen vonden plaats op 16 april 1977 in de een van de twee universiteiten van Brussel (gehele concert). There shall be sung werd echter opgenomen in Arnhem, waar het de opener van het concert was. Deze track ontbreekt bij de elpeeuitgave (in verband met de totale lengte). Het deel opgenomen in Arnhem is vastgelegd middels een muziekcassetterecorder tussen twee monitors op het podium.
Het album was voor deze release alleen als illegale bootleg te koop.

## Musici
- Klaus Schulze - elektronica

## Muziek
| Nr. | Titel                                                      | Duur  |
| --- | ---------------------------------------------------------- | ----- |
| 1.  | Stars are burning (In the First sleep of the night)        |       |
| 2.  | Stars are burning (The winds are breathing now)            |       |
| 3.  | Stars are burning (And the stars are burning bright)       |       |
| 4.  | Stars are burning (And the stars are burning bright 2)     |       |
| 5.  | Stars are burning (On the dark silent stream)              |       |
| 6.  | Stars are burning (Sweet thoughts in a dream)              | 48:48 |
| 7.  | The nightingale’s complaint (The nightingale’s complaint)  |       |
| 8.  | The nightingale’s complaint (Let they love in kisses rain) |       |
| 9.  | The nightingale’s complaint (I arise from dreams of thee)  | 23:24 |

| Nr. | Titel                                                                           | Duur  |
| --- | ------------------------------------------------------------------------------- | ----- |
| 1.  | Tell me where all past years are (Things invisible to see)                      |       |
| 2.  | Tell me where all past years are (Teach me to her mermaids singing)             |       |
| 3.  | Tell me where all past years are (Tell me where all past years are)             |       |
| 4.  | Tell me where all past years are (Go and catch a falling star)                  | 33:43 |
| 5.  | There shall be sung another golden age (There shall be sung another golden age) |       |
| 6.  | There shall be sung another golden age (Gathering: The rosbud while ye may)     |       |
| 7.  | There shall be sung another golden age (Old time is still a-flying)             |       |
| 8.  | There shall be sung another golden age (Till with sounds like these)            |       |
| 9.  | There shall be sung another golden age (This moment is thy time to sing)        |       |
| 10. | There shall be sung another golden age (Let all be still)                       | 33:45 |